# Agnezia celtica
Agnezia celtica är en sjöpungsart som först beskrevs av Monniot 1974.  Agnezia celtica ingår i släktet Agnezia och familjen Agneziidae. Inga underarter finns listade i Catalogue of Life.